# Briar Hill
Briar Hill är en del av en befolkad plats i Australien. Den ligger i kommunen Banyule och delstaten Victoria, omkring 17 kilometer nordost om delstatshuvudstaden Melbourne. Antalet invånare är 3 092.
Runt Briar Hill är det mycket tätbefolkat, med 1 819 invånare per kvadratkilometer.. Närmaste större samhälle är Melbourne, omkring 17 kilometer sydväst om Briar Hill.
Runt Briar Hill är det i huvudsak tätbebyggt. Genomsnittlig årsnederbörd är 1 244 millimeter. Den regnigaste månaden är juli, med i genomsnitt 140 mm nederbörd, och den torraste är januari, med 49 mm nederbörd.